# Dani Rodríguez
Daniel "Dani" Rodríguez, né le 9 août 2005 à Astigarraga en Espagne, est un footballeur espagnol qui évolue actuellement au poste d'ailier gauche ou de milieu offensif au FC Barcelone.

## Biographie

### En club
Né à Astigarraga, dans la province de Guipuscoa en Espagne, Dani Rodríguez est notamment formé par la Real Sociedad avant d'être recruté par le FC Barcelone en 2020, et d'intégrer La Masia, le centre de formation du club catalan.
Lors de la saison 2023-2024, il se fait remarquer en marquant six buts et délivrant cinq passes décisives en 20 matches avec la Juvenil A.
Le 3 mai 2025, à l'âge de 19 ans, Rodríguez fait ses débuts avec l'équipe première du FC Barcelone lors d'un match de Liga contre le Real Valladolid, débutant la rencontre comme titulaire. Il est remplacé par Lamine Yamal à la 37e minute de jeu en raison d'une blessure à l'épaule.

### En sélection nationale
Dani Rodríguez est convoqué avec l'équipe d'Espagne des moins de 19 ans pour participer au Championnat d'Europe des moins de 19 ans en 2024. Après avoir battu l'Italie, l'Espagne atteint la finale de la compétition.

### Style de jeu
Dani Rodríguez est ailier gaucher polyvalent, pouvant jouer sur les deux ailes mais également dans l'axe en tant que milieu offensif. Il est décrit comme un joueur créatif et habile balle au pied, qui fait preuve d'audace en jouant vers l'avant. Il est comparé à Ousmane Dembélé pour son style de jeu.

## Statistiques
| Saison                | Club                  | Championnat           | Championnat | Championnat | Championnat | Coupe(s) nationale(s) | Coupe(s) nationale(s) | Coupe(s) nationale(s) | Compétition(s) continentale(s) | Compétition(s) continentale(s) | Compétition(s) continentale(s) | Compétition(s) continentale(s) | Plays-off | Plays-off | Plays-off | Total | Total | Total |
| Saison                | Club                  | Division              | M.          | B.          | P.d.        | M.                    | B.                    | P.d.                  | Comp.                          | M.                             | B.                             | P.d.                           | M.        | B.        | P.d.      | M.    | B.    | P.d.  |
| 2023-2024             | FC Barcelone Atlètic  | Primera Federación    | 10          | 0           | 1           | -                     | -                     | -                     | -                              | -                              | -                              | -                              | 3         | 0         | 1         | 13    | 0     | 2     |
| 2024-2025             | FC Barcelone Atlètic  | Primera Federación    | 10          | 3           | 3           | -                     | -                     | -                     | -                              | -                              | -                              | -                              | -         | -         | -         | 10    | 3     | 3     |
| Sous-total            | Sous-total            | Sous-total            | 20          | 3           | 4           | 0                     | 0                     | 0                     | -                              | 0                              | 0                              | 0                              | 3         | 0         | 1         | 23    | 3     | 5     |
| 2024-2025             | FC Barcelone          | LaLiga                | 1           | 0           | 0           | -                     | -                     | -                     | C1                             | -                              | -                              | -                              | -         | -         | -         | 1     | 0     | 0     |
| Sous-total            | Sous-total            | Sous-total            | 1           | 0           | 0           | 0                     | 0                     | 0                     | -                              | 0                              | 0                              | 0                              | 0         | 0         | 0         | 1     | 0     | 0     |
| Total sur la carrière | Total sur la carrière | Total sur la carrière | 21          | 3           | 4           | 0                     | 0                     | 0                     | -                              | 0                              | 0                              | 0                              | 3         | 0         | 1         | 24    | 3     | 5     |

## Palmarès

### En club
FC Barcelone
- Champion d'Espagne en 2025

### En sélection
Espagne -19 ans
- Vainqueur du Championnat d'Europe en 2024

## Distinctions individuelles
- Membre de l'équipe type du championnat d'Europe -19 ans en 2024[9].